# Enguerximent seccional
L'enguerximent unitari o enguerximent seccional (també conegut incorrectament com a alabeig) és una funció ω(y,z) que prediu la forma deformada de la secció transversal d'un prisma mecànic i que defineix diverses característiques geomètriques importants relacionades amb el càlcul de tensions en casos de flexió, torsió i tallant combinats. Aquest enguerximent unitari té dimensions de longitud al quadrat (L²).

## Equació d'enguerximent unitari
Per a un prisma mecànic de secció constant A, l'enguerximent unitari és una funció {\displaystyle \omega (y,z)\;} definida sobre aquesta secció transversal, que és solució del següent problema de Von Neumann:

(1){\displaystyle {\begin{cases}{\cfrac {\partial ^{2}\omega }{\partial y^{2}}}+{\cfrac {\partial ^{2}\omega }{\partial z^{2}}}=0&\forall (y,z)\in A\\\mathbf {n} \cdot {\boldsymbol {\nabla }}\omega ={\cfrac {1}{2}}{\cfrac {d}{d{\bar {s}}}}\left[(y-y_{C})^{2}+(z-z_{C})^{2}\right]&\forall (y,z)\in \partial A\end{cases}}}

On:
{\displaystyle {\bar {s}}} és la longitud al llarg del contorn de la peça i {\displaystyle \mathbf {n} } la normal exterior al mateix.
{\displaystyle (y_{C},z_{C})\;} són les coordenades del centre de tallant.

### Deducció de l'equació d'enguerximent
En el problema de torsió pura de Saint-Venant per a una peça prismàtica, la hipòtesi cinemàtica porta al fet que els desplaçaments estan relacionats amb els girs de l'eix baricèntric al voltant de si mateix per la següent condició:

(2){\displaystyle {\begin{Bmatrix}u_{x}(x,y,z)\\u_{y}(x,y,z)\\u_{z}(x,y,z)\end{Bmatrix}}={\begin{bmatrix}\omega (y,z)&0\\0&-z+z_{C}\\0&y-y_{C}\end{bmatrix}}{\begin{Bmatrix}{\cfrac {d\theta _{x}}{ds}}\\\theta _{x}\end{Bmatrix}}}

Calculant a partir d'ells les deformacions i aplicant després les equacions de Lame-Hooke s'arriba a trobar que les relacions entre tensions i girs sobre l'eix són:

(3){\displaystyle {\begin{cases}\sigma _{xx}={\frac {2G}{(1-2\nu )}}\left[(1-\nu )\varepsilon _{xx}+\nu (\varepsilon _{yy}+\varepsilon _{zz})\right]=0\\\sigma _{xy}=G\left[{\partial u_{x} \over \partial y}+{\partial u_{y} \over \partial x}\right]=G\left[{\frac {\partial \omega }{\partial y}}-\left(z-z_{C}\right)\right]{\frac {d\theta _{x}}{ds}}\\\sigma _{xz}=G\left[{\partial u_{x} \over \partial z}+{\partial u_{z} \over \partial x}\right]=G\left[{\frac {\partial \omega }{\partial z}}+\left(y-y_{C}\right)\right]{\frac {d\theta _{x}}{ds}}\end{cases}}}

L'equilibri de forces sobre l'eix longitudinal de la peça prismàtica o biga requereix que:

(4){\displaystyle {\frac {\partial \sigma _{XX}}{\partial x}}+{\frac {\partial \sigma _{xy}}{\partial y}}+{\frac {\partial \sigma _{xz}}{\partial z}}=0}

On substituint les equacions (3) a (4) s'arriba precisament a l'equació de l'enguerximent unitari (1).

## Solució per l'equació d'enguerximent unitari
Es pot demostrar que la solució de l'anterior equació es pot trobar fàcilment introduint una funció d'enguerximent auxiliar relacionada amb l'anterior i amb les coordenades (iC,zC) del centre de tallant. La funció auxiliar {\displaystyle \omega _{0}(x,y)\;} satisfà l'equació:

{\displaystyle {\begin{cases}{\cfrac {\partial ^{2}\omega _{0}}{\partial y^{2}}}+{\cfrac {\partial ^{2}\omega _{0}}{\partial z^{2}}}=0&\forall (y,z)\in A\\\mathbf {n} \cdot {\boldsymbol {\nabla }}\omega _{0}={\cfrac {1}{2}}{\cfrac {d}{d{\bar {s}}}}\left(y^{2}+z^{2}\right)&\forall (y,z)\in \partial A\end{cases}}}

En termes d'aquesta funció auxiliar es poden trobar tant la funció d'enguerximent com les coordenades del centre de tallant:

{\displaystyle \omega (y,z)=\omega _{0}(y,z)-z_{C}y+y_{C}z\qquad y_{C}={\frac {I_{z}I_{y{\bar {\omega }}}-I_{yz}I_{z{\bar {\omega }}}}{I_{z}I_{y}-I_{yz}^{2}}}\qquad z_{C}={\frac {I_{y}I_{z{\bar {\omega }}}-I_{yz}I_{y{\bar {\omega }}}}{I_{z}I_{y}-I_{yz}^{2}}}}

On {\displaystyle I_{y},I_{z},I_{yz}\,} són els moments d'àrea i el producte d'inèrcia, i on {\displaystyle I_{i{\bar {\omega }}},I_{z{\bar {\omega }}}\,} són els productes d'inèrcia sectorials definits com:

{\displaystyle I_{y{\bar {\omega }}}=\int _{A}z\omega _{0}(y,z)\ dydz\qquad I_{z{\bar {\omega }}}=\int _{A}y\omega _{0}(y,z)\ dydz}

## Exemples d'enguerximent seccionals
En general, si una secció no és circular o circular buida presentarà enguerximent seccional diferent de zero. Això es pot demostrar rigorosament calculant l'enguerximent seccional d'una secció el·líptica, que depèn de la diferència de quadrats de les longituds dels semieixos; si aquests són iguals, com passa en un cercle, la funció d'enguerximent s'anul·la.
En el cas general, la secció d'enguerximent és complicada i requereix resoldre un problema de Von Neumann. Per a alguns casos senzills, quan la secció és massissa i el contorn ve expressat per una funció de tipus f(y,z)=0, essent el laplacià de f constant, el problema de buscar la funció d'enguerximent es pot simplificar notablement mitjançant la funció de Prandtl, ja que només cal trobar una funció de Prandtl que s'anul·li sobre el contorn. Això és precisament el que passa amb la seccions el·líptica i triangular, però amb seccions més complicades com una secció rectangular el càlcul és més complicat.

### Enguerxament unitari d'una secció triangular
En una secció triangular equilàtera qualsevol de les tres altures del triangle constitueix un eix de simetria, de manera que per a una secció triangular equilàtera el centre de tallant coincideix amb el centre geomètric o baricentre del triangle. La funció d'enguerximent considerant coordenades (y,z) amb l'origen de coordenades sobre el centre geomètric ve donada per:

{\displaystyle \omega (y,z)=-{\frac {3z^{2}y-y^{3}}{2h}}}

On s'ha considerat que un dels costats és paral·lel a l'eix Y, i h és l'alçada del triangle.

### Enguerximent unitari d'una secció el·líptica
En una secció el·líptica hi ha dos eixos de simetria, el semieix major i el semieix menor, la qual cosa implica que el centre de tallant coincideix amb el centre geomètric de la secció. Prenent coordenades de la secció (y,z) amb origen al centre geomètric de la secció la funció d'enguerximent unitari la funció d'enguerximent unitari ve donada per:

{\displaystyle \omega (y,z)=-{\frac {a^{2}-b^{2}}{a^{2}+b^{2}}}yz}

On a i b són, respectivament, les longituds del semieix major i el semieix menor de l'el·lipse. Es pot veure que en el cas particular d'un cercle de radi r (on a = b = r) l'enguerximent seccional unitari és nul, d'acord amb la teoria de la torsió de Saint-Venant per a seccions circulars.

### Enguerximent unitari d'una secció rectangular
En una secció rectangular, on el centre de tallant coincideix amb centre geomètric, la funció d'enguerximent pot calcular en termes de la funció de Prandtl que, al seu torn, es pot obtenir per integració de Laplace mitjançant separació de variables:

{\displaystyle {\begin{cases}{\cfrac {\partial \omega }{\partial y}}=z+{\cfrac {1}{G\theta }}{\cfrac {\partial \Phi }{\partial z}}=z+{\cfrac {8b}{\pi ^{2}}}\sum _{k=0}^{\infty }\left[{\cfrac {(-1)^{k+1}}{(2k+1)^{2}}}\left({\cfrac {\sinh {\frac {(2k+1)\pi z}{b}}}{\cosh {\frac {(2k+1)\pi a}{b}}}}\right)\cos {\frac {(2k+1)\pi y}{b}}\right]\\{\cfrac {\partial \omega }{\partial z}}=-y-{\cfrac {1}{G\theta }}{\cfrac {\partial \Phi }{\partial y}}=-y+{\cfrac {8b}{\pi ^{2}}}\sum _{k=0}^{\infty }\left[{\cfrac {(-1)^{k}}{(2k+1)^{2}}}\left(1-{\cfrac {\cosh {\frac {(2k+1)\pi z}{b}}}{\cosh {\frac {(2k+1)\pi a}{b}}}}\right)\sin {\frac {(2k+1)\pi y}{b}}\right]\end{cases}}}

## Moment d'enguerximent
El moment d'enguerximent és la magnitud definida per la següent integral:

{\displaystyle I_{\omega }=\int _{A}\omega ^{2}(y,z)\ dydz}

Per a una secció en doble T el mòdul d'enguerximent ve donat per:

{\displaystyle I_{\omega }={\frac {h^{2}I_{min}}{4}}}

On h denota l'alçada total del perfil i Imin el moment d'inèrcia mínim.